# Lutherska Konkordiekyrkan
Lutherska Konkordiekyrkan är en evangelisk-luthersk kristen frikyrka, som grundades 1984. Man lägger stor vikt vid Konkordieboken som man menar är en rätt utläggning av den kristna tron. Kännetecken är bland annat nattvardsläran och den principiella hållningen i fråga om kyrkogemenskap, det vill säga inget samarbete med kyrkor eller medlemmar av annan bekännelse äger rum. Kyrkan har en församling i Stockholm.

## Historia
Samfundet Lutherska Konkordiekyrkan bildades 1984 och hade från början två församlingar: Sankt Pauli evangelisk-lutherska församling, och Sankt Petri församling. I dagsläget återstår endast Sankt Pauli som församling inom Lutherska Konkordiekyrkan. År 2005 ingick Lutherska Konkordiekyrkan kyrkogemenskap med Evangelisk-lutherska kyrkan i Sverige, till vilken Sankt Petri församling numera tillhör. 
Under trettio år, 1977-2006, gav kyrkan ut tidskriften Lutheranen (före 1984 var Sankt Petri församling utgivare) med artiklar främst av de första prästerna, Staffan Bergman och Sten Rydh. Dessa artiklar finns tillgängliga på kyrkans hemsida.
Sedan december 2020 står Konkordiekyrkan (tillsammans med Evangelisk-lutherska kyrkan i Sverige) i kyrkogemenskap med Aposteln St Judas evangelisk-lutherska kyrka i Melbourne, Australien. 

## Lära
Kyrkan menar sig hålla fast vid den ursprungliga lutherska läran. Man menar att Bibeln är det högsta och enda rättesnöret för kristen tro, och man anser att de lutherska bekännelseskrifterna utgör en korrekt framställning av den kristna läran. Lutherska Konkordiekyrkans teologi påminner mycket om teologin i en del andra mindre lutherska samfund, som Lutherska Bekännelsekyrkan. Några skillnader finns dock:
- När det gäller nattvarden, menar Lutherska Konkordiekyrkan att brödet och vinet blir Kristi kropp och blod (realpresens) när prästen läser instiftelseorden.[4] Lutherska Bekännelsekyrkan menar att det inte går att fastslå tidpunkten för realpresensens inledande på detta vis.
- När det gäller prästämbetet menar Lutherska Konkordiekyrkan att det finns ett enda, särskilt ämbete som är instiftat i Nya Testamentet (predikoämbetet eller prästämbetet). Bland annat menar Lutherska Konkordiekyrkan att prästämbetet gäller på livstid, och att det alltså är fel med tidsbegränsade kallelser.[5][6] Lutherska Bekännelsekyrkan menar att Bibeln talar om flera typer av ämbete (som lärare, diakoner, etc.), och att man inte kan dra dogmatiska slutsatser om utformningen av kyrkans ämbeten på det sätt som Lutherska Konkordiekyrkan gör.